# Metal Nth
El Nth Metal' (o también conocido como el Noveno Metal), es un metal ficticio, que ha aparecido en la serie de historietas estadounidenses de la editorial DC Comics, estrechamente asociado a la raza Thanagariana, y que otorga las propiedades de sus armas y vestimentas como Hombres Halcón.

## Origen ficticio
Según su origen, previo, un isótopo pesado del hierro, el Fe676 provenía originalmente de Thanagar, el planeta hogar de Katar Hol y Shayera Thal, ambas versiones de la Edad de Plata. Entre las propiedades inusuales, el Nth metal posee la capacidad de anular la gravedad, permitiendo que una persona que porte un objeto hecho enteramente del Metal Nth, como un cinturón, obtenga la capacidad para volar. Además, el Enésimo Metal, también protege al usuario contra los elementos y acelera la cicatrización de las heridas, por lo que es utilizado frecuentemente en la medicina Thanagariana, aumenta su fuerza y les protege contra las temperaturas extremas. Tiene muchas otras propiedades que aún no se han revelado en su totalidad. Se ha implicado que sus capacidades aparentemente "mágicas" del supervillano Thanagarianano conocido como Onimar Synn, provienen de su maestría en el manejo de las propiedades únicas del Metal Nth. Un ejemplo del uso de este metal, fue cuando se utilizó estos poderes para ser aumentados al nivel de un dios durante la guerra Rann-Thanagar, cuando se construye un cuerpo artificial hecho del mismo metal.
Una nave espacial thanagariana fabricada de metal Nth se estrelló en el antiguo Egipto y fue descubierta por el príncipe Khufu y su prometida, Chay-ara. Su exposición al metal provocó que Khufu y Chay-ara entraran en un círculo de reencarnación. En el siglo XX, reencarnaron como Carter Hall y Shiera Saunders, los Hombres y Chica Halcón originales. Como Hombre y Chica Halcón, ambos empleaban cinturones de metal Nth, fabricados con la ayuda del thanagariano Paran Katar, padre de Katar Hol, cuando este visitó la Tierra.
Muchos años más tarde, el hijo de Carter y Shiera, Hector Hall, se hizo una armadura de Metal Nth tomando el nombre de Silver Scarab, siendo fundador de Infinity Inc. El traje le proporcionó protección contra los ataques, y le permitió levantar objetos pesados, permitiéndole volar y proyectar explosiones de energía solar.
El actual Hawkman y Hawkgirl continúan usando Nth metal. Mucho más adelante en la línea de tiempo del Universo DC, en el siglo XXXI, los miembros de la Legión de Superhéroes fabricaron sus "anillos de vuelo" a partir de una aleación de Metal Nth, llamado "Valorium". El mercenario conocido como Deathstroke, posee una armadura hecha con una combinación de compuestos del Metal Nth. Su nombre se deriva del idioma "The Nth Degree", que significa algo que se eleva a un nivel muy alto, en este caso, las numerosas propiedades inusuales del metal y su número atómico.
Dentro de la continuidad reiniciada recientemente, el Metal Nth adquirió muchos atributos de otros medios, conservando al mismo tiempo cualidades únicas. El metal ahora es considerado un metal místico dentro de la naturaleza, compartiendo un acoplamiento simbiótico cuando se liga con un anfitrión apropiado, y que le da numerosas capacidades, como un aumento biofísico, retomando las anteriores características como lo antes descrito. Le concede a su usuario, capacidades físicas aumentadas, mientras que se une físicamente a él como era el caso con Katar Hol, incluso, tiene habilidades regenerativas y restaurativas mucho mayores que en versiones pasadas.
Incluso, es capaz de restaurar los atributos físicos largamente perdidos como la atrofiada envergadura genética de los thanagarianos. Este metal es metamórfico y puede cambiar, combinarse y fabricar blindaje o cualquier tipo de armamentos dentro de su uso. Las propiedades curativas presentes cuando este es portado, son tan potentes que incluso pueden revivir a los recientemente fallecidos. El Metal Nth se moverá y actuará sin embargo en el portador de alguna forma, pero también puede trabajar para su propia protección al proteger a su anfitrión de ciertos ataques.
El Metal Nth también posee otras propiedades que lo hacen útil para el combate o el apoyo. A saber, que es adaptable y puede desarrollar nuevas habilidades que el usuario requiera, como anular habilidades regenerativas de otro, permitiéndole ocasionar heridas cuando el usuario logra conectar heridas mortales, dicho metal también puede interactuar con entidades supernaturales y deshacer seres fantasmales y apariciones como ha sido mostrado también en las series animadas donde Hawkman o Hawkgirl han aparecido.
En el caso del supervillano Despero, utilizó el metal para poder aumentar su ya considerable capacidad psiónica y física en reiteradas ocasiones. Tan asombrosa como es la materia, que este metal en pleno uso de todas sus funciones, puede llegar a ser limitadas, siempre y cuando termina por ser mezclado con otros metales. Solo el hecho de que el usuario aumenta enormemente su fuerza y capacidad física, más allá de sus límites, es más difícil poder portar una armadura de acero de titanio con una malla revestida del Metal Nth.

## Los Nuevos 52/DC: Renacimiento

### Dark Nights: Metal
En la saga de DC Comics Renacimiento, "Dark Nights: Metal", Nth Metal reapareció por primera vez en el Universo DC, en el cómic precuela a la serie limitada, Dark Days: The Forge. Se revela de manera directa que, en Dark Nights: Metal #1, que todo el Metal Nth presente en la Tierra fue destruido por Kendra Saunders, puesto que la única pieza que quedaba estaba en su poder hasta el robo efectuado por Batman. El enésimo metal fue presentado como parte de un proceso llamado manto, por el cual un héroe si es tocado por cinco metales divinos (entre los cuales, encontramos el Dionesium, el Electrum, el Promethium y el Metal Nth más un quinto metal, al cual teóricamente llamarían el Batmanium), que si estos son reunidos, pueden crear una puerta al denominado "Multiverso Oscuro". Durante el evento de las "Dark Nights: Metal", Batman se convierte en una parte para este proceso, por lo que resulta intercambiando lugares con siete versiones oscuras de sí mismo, provenientes del Multiverso Oscuro.

## Apariciones en otros medios
- En la serie de animación Batman: The Brave and the Bold es empleado por Batman y Flecha Verde en diferentes armas para enfrentarse a fantasmas.
- En la serie animada de la Liga de la Justicia, este metal tiene un número atómico, es el 676, con propiedades antimágicas, hiperconductor y capaz de invertir mesones y gravitones, Los Thanagarianos habían utilizado el metal enésimo para eliminar Ichthulthu,(inspirado por una deidad demoníaca Lovecraftiana). Además es capaz de desviar hechizos como los provenientes de hechiceros como el Doctor Fate.[8]
- En la serie animada The Batman, es renombrado "Nth Element" y es retratado como un mineral extraño encontrado dentro de los meteoritos. Este mineral hace que lo que al ser irradiado todo objeto con él flote y desafie la gravedad.
- Hace aparición en Legends of Tomorrow, donde es encontrado en Harmony Falls, Oregón en 1958, por Vandal Savage, además, este metal tiene la capacidad de crear criaturas, como el experimento llevado a cabo por Vandal Savage.
- En un episodio de la serie de televisión Supergirl, en "The Darkest Place", se da reconocimiento al lugar de origen del material y donde Mon-El le describe a Supergirl estando encerrados por Cadmus donde menciona que es un metal irrompible.